# Telstra
Telstra est une entreprise australienne de télécommunications fixes et mobiles, de services aux entreprises et de télévision par câble. C'est le premier opérateur télécoms et internet d'Australie. 

## Histoire
Anciennement, elle était le groupe public historique, appelé Telecom Australia. Le groupe est toujours détenue à 51 % par le gouvernement australien. Celui-ci a annoncé vouloir vendre le reste de ses parts.
En décembre 2014, Telstra acquiert Pacnet, possédant un important réseau internet via des câbles sous-marins et des data-center, pour 697 millions de dollars.
En juillet 2021, Telstra est en discussion pour acquérir les activités situées dans l'Océan Pacifique de Digicel, présent à Papouasie-Nouvelle-Guinée; aux Fidji, aux Samo, au Vanuatu et en Polynésie française. Le mois suivant, la société annonce que l'usage de ses 15.000 cabines téléphoniques, qui totalisent une moyenne de 11 millions d'appels par an, sera désormais totalement gratuit. En octobre 2021, Telstra annonce l'acquisition des activités de Digicel au Pacifique, pour 1,6 milliard de dollars américain, acquisition qui est financé à 1,33 milliard de dollars par le gouvernement australien, dans le but de contrer l'influence chinoise dans la région.

## Incidents
Le 3 septembre 2009, Telstra a subi une panne d'une heure, coupant des millions d'abonnés du réseau internet mondial. En raison d'un blocage de sa « passerelle internationale qui ne pouvait plus reconnaître les noms de domaines des sites internet, les abonnés ne pouvaient plus avoir accès aux sites internationaux ni à ceux ayant du contenu international »[réf. nécessaire].